# Meltwater
Meltwater est une société de Software as a Service (SaaS) qui développe et commercialise des logiciels de veille et d'intelligence médiatique. La société a été fondée à Oslo, en Norvège, par Jørn Lyseggen, en 2001. Son siège social se trouve à San Francisco, en Californie.

## Histoire
Meltwater a été fondée en 2001 par Jørn Lyseggen et Gard Haugen avec un capital de départ de 15 000 dollars. La mission de Meltwater était de collecter et le filtrer les actualités en ligne pour fournir à ses clients des informations pertinentes. Grâce à cette idée, Meltwater est devenu rapidement le leader du marché de la veille médiatique. Le premier produit de l'entreprise était un service de coupures de presse qui scannait 100 000 sources d'information pour identifier les termes de recherche pertinents pour les clients,. Depuis lors, Meltwater n'a cessé de se développer. Par exemple, la veille des médias sociaux a été intégrée dans la solution au tout début des réseaux sociaux. 
En 2005, la société a transféré son siège social à San Francisco et a changé son nom en Meltwater News. En 2008, par l'intermédiaire de la branche à but non lucratif de la société, la Fondation Meltwater, Lyseggen crée la Meltwater Entrepreneurial School of Technology à Accra, au Ghana, pour fournir une formation à l'entrepreneuriat, aux logiciels et aux affaires à ses entrepreneurs en formation (EIT),,.
En 2010, la société a annoncé la sortie de Meltwater Press, une base de données de contacts médias en ligne qui utilise la technologie de traitement automatique du langage naturel pour mettre les journalistes en contact avec leurs sujets de reportage les plus pertinents. Après les acquisitions de BuzzGain, une société de surveillance des médias sociaux basée à Bangalore, en 2010 et de JitterJam, un développeur de logiciels de gestion de la relation client, en février 2011, Meltwater a lancé l'outil de marketing des médias sociaux et de veille économique Buzz Engage en juin 2011. En août 2011, la société a acquis le moteur de recherche sociale en temps réel IceRocket et a intégré ses fonctionnalités à sa nouvelle plateforme, Meltwater Buzz.
En 2015, la société a lancé une nouvelle plateforme d'intelligence médiatique, appelée "Meltwater". En mars 2016, Meltwater a acquis la start-up d'analyse Encore Alert et a intégré ses fonctionnalités dans son offre de produits Smart Alert. Début 2017, Meltwater a acquis Wrapidity, une spin-out de l'Université d'Oxford, pour intégrer de l'Intelligence Artificielle aux capacités de veille des médias en automatisant l'extraction de données à partir de contenus non structurés sur le web. La même année, Meltwater a fait l'acquisition de la société de données Klarity, basée à Hong Kong, la branche de surveillance des médias du réseau Postmedia, Infomart et les start-ups d'analyse des données Cosmify et Algo. En mars 2018, Meltwater a acquis DataSift. En avril 2018, Meltwater a acquis Sysomos, société spécialisée dans l'analyse des médias sociaux. En 2019, Vista Credit Partners investit 175 millions de dollars dans la recapitalisation de Meltwater.
La société emploie en 2017 plus de 2 000 personnes et compte plus de 32 000 clients à l'échelle internationale.
En 2020, Niklas de Besche est promu CEO de l'entreprise, tandis que Jørn Lyseggen est nommé président exécutif du conseil d'administration de la société.
En mars 2021, Meltwater rachète l'entreprise Linkfluence, spécialiste français de l’analyse des réseaux sociaux, pour 50 millions d'euros.

## Meltwater Entrepreneurial School of Technology
La Fondation Meltwater est une organisation à but non lucratif créée par l'entreprise pour financer la Meltwater Entrepreneurial School of Technology (MEST).
MEST est un programme panafricain de formation, un fonds d'amorçage et un incubateur à Accra, au Ghana,. Le programme en trois phases de l'école et de l'incubateur a été fondé en 2008 par Jørn Lyseggen pour fournir une formation, des investissements et un mentorat aux futurs entrepreneurs technologiques dans le but de créer des entreprises à succès mondial qui créent de la richesse et des emplois localement en Afrique,,.
Depuis leur lancement en 2008, les startups soutenues par le MEST ont été rachetées par des investisseurs ou reconnues internationalement par des organisations telles que Techstars, 500 Startups, Y Combinator et lors d'événements comme la LAUNCH Conference à San Francisco,.